# Fabràs
Fabras és un municipi francès situat al departament de l'Ardecha i a la regió d'Alvèrnia-Roine-Alps. L'any 2007 tenia 348 habitants.

## Demografia

### Població
El 2007 la població de fet de Fabras era de 348 persones. Hi havia 151 famílies de les quals 38 eren unipersonals (17 homes vivint sols i 21 dones vivint soles), 67 parelles sense fills, 42 parelles amb fills i 4 famílies monoparentals amb fills.
La població ha evolucionat segons el següent gràfic:
Habitants censats

### Habitatges
El 2007 hi havia 223 habitatges, 154 eren l'habitatge principal de la família, 63 eren segones residències i 6 estaven desocupats. 214 eren cases i 7 eren apartaments. Dels 154 habitatges principals, 127 estaven ocupats pels seus propietaris, 22 estaven llogats i ocupats pels llogaters i 5 estaven cedits a títol gratuït; 6 tenien dues cambres, 43 en tenien tres, 43 en tenien quatre i 62 en tenien cinc o més. 124 habitatges disposaven pel capbaix d'una plaça de pàrquing. A 60 habitatges hi havia un automòbil i a 81 n'hi havia dos o més.

### Piràmide de població
La piràmide de població per edats i sexe el 2009 era:
| Homes | Edats   | Dones |
| ----- | ------- | ----- |
| 0     | 95 o +  | 0     |
| 0     | 90 a 94 | 0     |
| 0     | 85 a 89 | 0     |
| 0     | 80 a 84 | 0     |
| 12    | 75 a 79 | 4     |
| 8     | 70 a 74 | 4     |
| 16    | 65 a 69 | 12    |
| 12    | 60 a 64 | 4     |
| 16    | 55 a 59 | 8     |
| 16    | 50 a 54 | 12    |
| 8     | 45 a 49 | 4     |
| 0     | 40 a 44 | 16    |
| 8     | 35 a 39 | 4     |
| 24    | 30 a 34 | 8     |
| 4     | 25 a 29 | 12    |
| 4     | 20 a 24 | 0     |
| 4     | 15 a 19 | 12    |
| 0     | 10 a 14 | 4     |
| 12    | 5 a 9   | 4     |
| 8     | 0 a 4   | 12    |

## Economia
El 2007 la població en edat de treballar era de 228 persones, 162 eren actives i 66 eren inactives. De les 162 persones actives 146 estaven ocupades (74 homes i 72 dones) i 16 estaven aturades (2 homes i 14 dones). De les 66 persones inactives 30 estaven jubilades, 13 estaven estudiant i 23 estaven classificades com a «altres inactius».

### Ingressos
El 2009 a Fabras hi havia 155 unitats fiscals que integraven 341 persones, la mediana anual d'ingressos fiscals per persona era de 17.705 €.

### Activitats econòmiques
Dels 13 establiments que hi havia el 2007, 2 eren d'empreses de fabricació d'altres productes industrials, 5 d'empreses de construcció, 4 d'empreses de comerç i reparació d'automòbils, 1 d'una empresa d'hostatgeria i restauració i 1 d'una empresa de serveis.
Dels 5 establiments de servei als particulars que hi havia el 2009, 1 era un paleta, 1 guixaire pintor, 1 fusteria i 2 electricistes.
L'any 2000 a Fabras hi havia 10 explotacions agrícoles.

## Poblacions més properes
El següent diagrama mostra les poblacions més properes.